# 分泌
分泌（ぶんぴ、英: secretion）とは、一般に、細胞が代謝産物を排出すること。
また狭義には、分泌活動を専門的に行う腺細胞が集まって腺を形成し、分泌物を排出することをいうこともある。この意味では特に動物個体のレベルで、排出管を通して体外（もしくは排出管に通じる体腔）へ出す外分泌（exocrine）と、体液として体内へ出す内分泌（endocrine）に分類される。
- 外分泌には体表への汗、皮脂、乳など、消化管への唾液、胃液、胆汁などの分泌がある。
- 内分泌はホルモンなどのシグナル物質の分泌である。内分泌は必ずしも腺によるものではなく単独の細胞によるものもある。

## 様式による分類
細胞による分泌は、その物質がどのように細胞から放出されるかという放出様式や、その物質が放出された後で標的となる細胞にどのように到達するかという作用様式によって、いくつかに分類される。

### 放出様式による分類
細胞からの分泌物の放出様式は、以下のように分類される
全分泌（ホロクリン、ホロクライン、holocrine）腺細胞自体が崩壊し、細胞内の様々な物質が分泌物質として放出される。皮脂腺など。
離出分泌・断頭分泌（アポクリン、アポクライン、apocrine）細胞の一部が出芽してちぎれ放出される。汗腺や乳腺など。
漏出分泌（メロクリン、merocrine）細胞自体は破壊されない。エクリン汗腺や、多くの内分泌腺。このうちエクリン汗腺から行われる漏出分泌を特にエクリン（eccrine）と呼ぶ。
また漏出分泌（メロクリン）は分泌機構によって、さらに以下の二つに大別される。
エキソサイトーシス（開口分泌、exocytosis）細胞内で作られ膜に包まれた小胞が細胞膜と融合して内容物を放出する。タンパク質や多くのホルモンなど。
透出分泌（diacrine）細胞膜に溶解しうる物質が透過、あるいは細胞膜にあるポンプを通して出す。ステロイドホルモン、胃酸など。

### 作用様式による分類
内分泌で分泌された物質が、標的となる細胞にどのように到達し作用するかについて、本来の（狭義の）内分泌との対比から、以下のように分類される。
エンドクリン（内分泌、endocrine）分泌された物質が、体液によって分泌した細胞から離れた器官に運ばれ、そこで作用する。
パラクリン（傍分泌、パラ分泌、paracrine）分泌された物質が、分泌した細胞の近隣の細胞に作用する。
オートクリン（自己分泌、autocrine）分泌された物質が、分泌した細胞自身に作用する。
ジャクスタクリン（接触分泌、juxtacrine）分泌因子が膜結合型分子として細胞膜表面に提示され、隣接する細胞に作用する。
イントラクリン（細胞内分泌、intracrine）細胞内に分泌された生理活性ホルモンが自身の核内受容体に作用する。
エンドクリンはホルモンなどに見られる機構であり、いわゆる内分泌の典型的な様式である。これに対して、パラクリンやオートクリンは神経伝達物質、オータコイドやサイトカインに見られる作用様式で、「外分泌／内分泌」という広義の分類ではいずれも内分泌にあたるが、その作用様式からはホルモンなどに見られる狭義の内分泌（エンドクリン）とは区別される。
ジャクスタクリンは受容体分子Notchのリガンド（Delta、Jagged）や種々のサイトカインの膜結合型前駆体などで見られ、膜結合型でも標的細胞に対する刺激作用を示すことから、分泌因子が液性因子として放出される他の分泌様式と区別して用いられる。多くのサイトカイン前駆体はshedding（ectodomain shedding）と呼ばれる切断により細胞外領域が細胞表面より遊離し、産生細胞と接していない標的細胞に対しても液性因子のサイトカインとして作用を示すことが可能になる。
また、分泌された液性因子が細胞外マトリックス（extracellular matrix; ECM）に捕捉され、その後ECMの分解により遊離して標的細胞にはたらく作用様式を特にマトリクリン（マトリクライン、matricrine）と呼ぶことがある。

## タンパク質の分泌
タンパク質は最終的にエキソサイトーシスによって細胞外に分泌されるが、そのために特別なメカニズムが必要である。分泌されるタンパク質の多くはポリペプチド鎖N末端に疎水性の高いシグナルペプチド配列をもつ。またポリペプチド全体に
散在するシグナルパッチ（高次構造上は1箇所に集まる）の形でラベルされているものも知られている。

### 真核細胞
特に真核細胞は分泌メカニズムが高度に進化しており、次のような経過をたどる。
シグナルペプチドをもつタンパク質は翻訳が開始されるとリボソームが粗面小胞体に結合し、このタンパク質は翻訳されながらSec61複合体というチャンネルを通して小胞体内腔に輸送される。シグナルペプチドがないタイプは翻訳後に類似の膜貫通メカニズムによりATPのエネルギーを用いて小胞体内腔へ輸送される。以上のようなシステムはミトコンドリア、葉緑体、また細菌の細胞膜にもあってSec分泌系と呼ばれる。
その後シグナルペプチドタンパク質は小胞に包まれてゴルジ装置に移動し、糖鎖の付加やシャペロンによるフォールディング、開裂による活性化などの修飾を受ける。次いでタンパク質は行き先ごとに仕分けされ、細胞外に分泌されるものは分泌小胞および分泌顆粒によって輸送され、濃縮されながら細胞膜へ向かって移動する。最終的に顆粒は細胞外シグナル（例えば神経細胞で活動電位によってCa2+チャネルが開きCa2+レベルが上昇するなど）に応答して細胞膜と融合し内容物を細胞外に放出する。
すべての細胞は常時働く分泌経路（デフォルト経路）を持っているが、外的条件や細胞の極性に応じて調節可能な分泌経路を持つ細胞もある。
なお低分子化合物も多くの場合、特異的タンパク質に結合して分泌顆粒内で濃縮されて分泌される。

### 原核細胞
細菌の細胞膜（グラム陰性菌では内膜）にも真核細胞と同様のSec分泌系があるが、タンパク質は膜外に直接分泌され、小胞体やゴルジ装置などの複雑なメカニズムはない。
しかしSec分泌系と別に（または協働する）特有の分泌メカニズムがあり、IからIVの4タイプに分類される。これらは外毒素の分泌やグラム陰性菌の外膜を通しての分泌などに関与し、またべん毛や線毛の構築にも類似の機序がある。